# Maníaco da Cantareira
Ademir Oliveira Rosário é um estuprador em série e assassino do Brasil condenado pelo homicídio de dois irmãos adolescentes numa região de mata da Serra da Cantareira, na cidade de São Paulo, em 2007. Ele também é chamado de “Maníaco da Cantareira”.
"Ele é anormal, de absoluta periculosidade", disse o psiquiatra Guido Palomba ao canal Operação Policial.

## Os crimes
Dois corpos foram encontrados no dia 25 de setembro de 2007 na Zona Norte de São Paulo numa mata na Serra da Cantareira e a delegada Cintia Tucunduva, da DHPP onde o sumiço de dois jovens estava sendo investigado, foi até o local. "Era um lugar para a prática sexual", disse a autoridade ao Operação Policial sobre os indícios encontrados, que incluíam preservativos.
Os corpos pertenciam a Francisco de Oliveira Neto, 14 anos, e Josenildo José de Oliveira, 13 anos, justamente os jovens desaparecidos desde a tarde de 22 de setembro. A mãe havia autorizado os filhos a irem colher frutos na mata e após notar que eles não haviam voltado para casa, no Jardim Paraná, procurou a polícia para registrar o desaparecimento.

## Investigações e prisão
Investigando entre as pessoas que moravam perto do lugar onde os corpos foram encontrados, os policiais souberam que havia na vila um "rapaz que gostava de abusar de molequinhos", disse a delegada ao Operação Policial. Os meninos também fizeram referência a um "mudinho" (surdo-mudo). Três outros adolescentes também relataram que haviam sido abordados por uma pessoa que os havia levado ao mesmo local na mata onde os corpos foram encontrado, os amarrado e tentado o abuso sexual. No entanto eles conseguiram fugir e depois descreveram o criminoso como sendo "um homem negro, com uma cicatriz no rosto e a cabeça raspada". O inicialmente suspeito foi localizado através de um irmão que morava na comunidade, que informou que além de um irmão surdo-mudo, tinha outro que estava preso num hospital psiquiátrico de Franco da Rocha por atentado violento ao pudor. Era Ademir Oliveira Rosário. 
"Se ele está preso, não pode ser ele", disse a delegada ao explicar a primeira reação dos policiais. No entanto, os investigadores revisaram a ficha de Rosário e souberam que ele estava em liberdade provisória, em sistema de desinternação nos finais de semana. "Foi um erro grave que resultou na morte de duas pessoas", disse o psiquiatra Guido Palomba ao canal Operação Policial, ao falar da liberdade condicional do maníaco.
Reconhecido em fotos pelos três adolescentes, Ademir foi preso no manicômio e imediatamente confessou os crimes, revelando que só havia abusado do mais jovem e que não "sabe o que deu nele" para ter começado a esfaquear as vítimas. "A dinâmica só ele sabe; se ele souber", disse a delegada.
Rosário pode ter estuprado outros 13 a 20 meninos e adolescentes.

### Perfil do criminoso
De acordo com Palomba e Tucunduva, Rosário havia atacado diversos meninos nos finais de semana em que estava em liberdade provisória. "Este comportamento reiterado é indicativo de uma deformidade mental. (...) Ele nasceu para ser molestador", disse o psiquiatra Palomba.
"Quando ocorreram os assassinatos dos irmãos, Rosário já havia sido condenado três vezes: por roubo cometido em 1990, pelo homicídio de um homem ocorrido em 1991 e por atentado violento ao pudor de dois meninos e um roubo que aconteceram em 1998", escreveu o G1.
Segundo uma irmã, Ademir foi uma criança normal, mas na adolescência começou a ter um comportamento instável, que, no entanto, não causava problemas familiares. Ela também disse à época do crime que a família havia ficado surpresa com sua soltura condicional.
Houve suspeitas de que ele pudesse ser um serial killer, o que acabou não se confirmando (dados levantados para o artigo estuprador em série na Wikipédia apontaram que alguns deste tipo de criminosos evoluíram para assassinos em série e no caso de Ademir, ele pode ter sido impedido, com sua prisão, de ter feito novas vítimas). À época dos crimes, a delegada Cíntia Tucunduva disse:  “para definir se a pessoa é um maníaco ou um serial killer, nós dependemos de uma avaliação psiquiátrica”.

## Julgamento e pena
Ademir foi a julgamento em março de 2012 e disse durante o julgamento: “eu queria ter uma coisa com ele [caso amoroso com Josenildo]. Não é estupro, como foi falado. Ele falou que não queria, deu um branco na hora e esfaqueei ele”. Ademir também negou que tivesse estuprado Francisco, o mais velho dos irmãos.
"Não basta uma pessoa ter perturbação ou alegar ter perturbação, há necessidade que ele não tenha uma capacidade plena de ter consciência do ato, (...) e isso foi afastado pelo laudo (psicológico). Ele tinha capacidade para saber o que fazia", afirmou o promotor do caso no dia do julgamento.
Ademir Oliveira Rosário foi condenado em 13 de março de 2012 a 57 anos de prisão por dois homicídios qualificados e dois estupros.

### Elson José Messaggi
Inicialmente o pai-de-santo Elson José Messaggi foi acusado de envolvimento no crime. Ele era conhecido na comunidade por ser homossexual e uma fotografia dos irmãos foi encontrada em seu celular. Messaggi chegou a ser preso e Ademir tentou imputar a ele a morte de Josenildo, mas investigações posteriores concluíram que ele não tinha envolvimento com os atos criminosos.